# Gulinci
Gulinci (macedónul: Гулинци) település Észak-Macedóniában, a Északkeleti körzetben, Rankovce községben.

## Népesség
| Lakosok száma | 289  | 276  | 309  | 190  | 111  | 53   | 35   | 19   | 2    |
|               | 1948 | 1953 | 1961 | 1971 | 1981 | 1991 | 1994 | 2002 | 2021 |

- 2002-ben 19 lakosa volt, akik mindannyian macedónok.